# Ensemble Ortskern Wildenranna

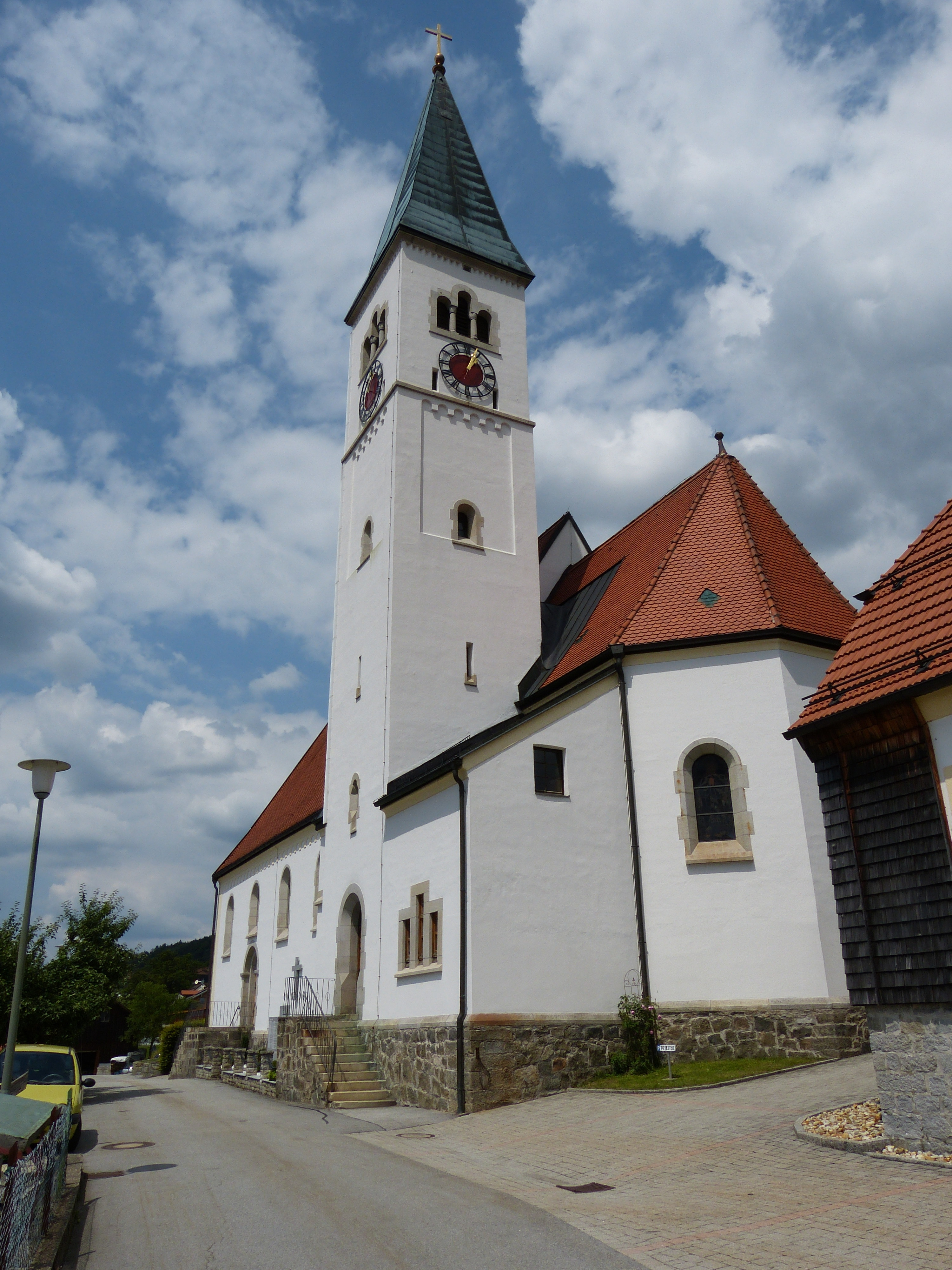
Kirche Maria Schmerzensmutter in Wildenranna

Das Ensemble Ortskern in Wildenranna, einem Gemeindeteil von Wegscheid im niederbayerischen Landkreis Passau, ist ein Bauensemble, das unter Denkmalschutz steht. Es zeigt eine nach dem großen Brand im Jahr 1898 wieder aufgebaute Dorfanlage. 
Der Ort liegt an einem Hang über dem Rannatal im südlichen Bayerischen Wald. Die etwa 40 Bauernhöfe ordnen sich dicht einem langen Anger zu, der sich vom Gasthaus im Osten bis zum Gemeindehaus im Westen ausdehnt und dessen unterer und oberer terrassenartiger Teil sich dem Gelände anpasst.
Die nördlichen Anwesen liegen höher als die südlichen. Die Höfe haben meist Hakenform. Die durchgehend verputzten Wohnstallhäuser sind zwei- oder eingeschossig und stehen mit den Giebeln zum Anger. Putzgliederungen, Türgewände aus Granit und einige alte Haustüren sind der einzige Schmuck der schlichten Häuser. Rückwärts liegen hölzerne Stadel mit Ziegeldächern, die für das Ortsbild wesentliche Bedeutung haben. 
Den Anwesen sind Gärten nachgeordnet, auch der Anger selbst wird durch Bäume belebt. Das beherrschende Bauwerk des Ensembles ist die hinter den Höfen, vor dem freien Höhenrücken, aufragende, von 1904 bis 1906 in Formen des Historismus erbaute Pfarrkirche Maria Schmerzensmutter.